# Lance Thomas
Lance Thomas (nascut el 24 d'abril de 1988 a Brooklyn, Nova York) és un jugador de bàsquet estatunidenc que actualment pertany als New York Knicks de l'NBA. Amb 2,03 metres d'alçada, juga en la posició d'aler.